# 체 (수학)
체(體, 독일어: Körper, 프랑스어: corps, 영어: field)는 추상대수학에서 사칙연산이 자유로이 시행될 수 있고 산술의 잘 알려진 규칙들을 만족하는 대수 구조이다. 모든 체는 가환환이지만, 그 역은 성립하지 않는다.  체를 연구하는 추상대수학의 분야를 체론(體論, 독일어: Körpertheorie, 프랑스어: théorie des corps,영어: field theory)이라고 한다.

## 정의
체는 가환환인 나눗셈환이다. 구체적으로, 다음 조건들을 만족시키는 가환환 {\displaystyle (K,+,-,\cdot ,0,1)}을 체라고 한다.
- {\displaystyle 0\neq 1}이다. (여기서 {\displaystyle 0\in K}은 체의 덧셈의 항등원, {\displaystyle 1\in K}은 체의 곱셈의 항등원이다.)
- 0을 제외한 모든 원소가 가역원이다. 즉, 임의의 {\displaystyle a\in K}에 대하여, 만약 {\displaystyle a\neq 0}라면 {\displaystyle ab=ba=1}인 {\displaystyle b\in K}가 존재한다.

임의의 체의 기호는 보통 영어: field 필드[*]나 독일어: Körper 쾨르퍼[*]의 머릿글자를 따서 F나 k 또는 K 등으로 쓴다.
체의 준동형은 환으로서의 준동형과 같으며, 체 사이의 환 준동형을 체의 확대라고 한다. 체의 확대는 항상 단사 함수이다.

## 성질

### 환론적 성질
모든 체는 다음 조건들을 만족시킨다.
- 유클리드 정역이며, 따라서 주 아이디얼 정역이자 유일 인수 분해 정역이자 데데킨트 정역이자 정역이다.

가환환 {\displaystyle R}에 대하여, 다음 조건들이 서로 동치이다.
- {\displaystyle R}는 체이다.
- {\displaystyle R}는 정확히 두 개의 아이디얼을 갖는다. (이는 물론 영 아이디얼 {\displaystyle (0)}과 전체 아이디얼 {\displaystyle (1)}이다.)
- {\displaystyle R}의 영 아이디얼이 극대 아이디얼이다.

따라서, 체 {\displaystyle K}의 스펙트럼 (=0차원 {\displaystyle K}-아핀 공간) {\displaystyle \operatorname {Spec} K}는 한원소 공간이다.
체 위의 모든 가군들은 자유 가군이며, 이러한 가군을 벡터 공간이라고 한다.

### 범주론적 성질
체와 체의 확대의 범주 {\displaystyle \operatorname {Field} }는 가환환의 범주 {\displaystyle \operatorname {CRing} }의 충만한 부분 범주이다. 이 범주에서는 곱이나 쌍대곱이 존재하지 않는다.
집합의 범주로 가는 망각 함자 {\displaystyle \operatorname {Field} \to \operatorname {Set} }가 존재한다. 다른 대수 구조의 범주와 달리, 망각 함자는 수반 함자를 갖지 않는다. 즉, "자유체"라는 것은 존재하지 않는다. 이는 체의 모임이 대수 구조 다양체를 이루지 않기 때문이다.
체의 범주에서, 모든 사상은 단사 사상이다. 체의 범주는 연결 범주가 아니며, 연결 성분들은 각 체의 표수 {\displaystyle p=0,2,3,5,\dots }에 대한, 표수 {\displaystyle p}의 체들의 범주 {\displaystyle \operatorname {Field} _{p}}이다. {\displaystyle \operatorname {Field} _{p}}의 시작 대상은 유한체 {\displaystyle \mathbb {F} _{p}} ({\displaystyle p>0}) 또는 유리수체 {\displaystyle \mathbb {Q} } ({\displaystyle p=0})이다. 끝 대상은 존재하지 않는다.

### 모형 이론적 성질
체는 가환환의 부호수 {\displaystyle \langle +,\cdot ,-,0,1\rangle }의 대수 구조이다. 이 구조가 체를 이루려면, 가환환의 공리에 추가로 다음 성질을 만족시켜야 한다.
{\displaystyle \forall a\exists b\colon ab=ba=1}
이는 존재 기호 {\displaystyle \exists }가 사용되었으므로 방정식형 공리가 아니다. 따라서, 체의 모임은 대수 구조 다양체를 이루지 않는다. 이에 따라, 체는 대수 구조 다양체의 일반적인 성질(직접곱의 존재, 자유 대수의 존재)들을 공유하지 않는다.
물론, 방정식형 공리에 국한하지 않는다면, 체는 1차 논리로 공리화할 수 있다. 마찬가지로, 완전체나 대수적으로 닫힌 체 등은 1차 논리로 공리화할 수 있고, "체의 표수가 {\displaystyle p}"라는 사실 역시 1차 논리로 공리화할 수 있다. 반면, 어떤 체가 유한체라는 사실은 1차 논리로 공리화할 수 없다. 즉, 유한체의 1차 논리 이론은 무한 모형을 갖는다. 주어진 표수의 대수적으로 닫힌 체의 이론은 모든 비가산 크기에서 유일성(영어: categoricity)을 보인다. 즉, 주어진 표수 및 비가산 크기의 대수적으로 닫힌 체들은 모두 서로 동형이다.

## 분류
모든 체 {\displaystyle K}는 체의 표수 {\displaystyle \operatorname {char} K}로 일차적으로 분류된다. 표수  {\displaystyle p}는 0이거나 소수이다.
모든 체 {\displaystyle K}는 항상 다음과 같은 체의 확대로 나타낼 수 있다.
{\displaystyle K/K_{\text{tr}}/K_{0}}
여기서
- {\displaystyle K_{0}}는 ({\displaystyle \operatorname {char} K>0}인 경우) 유한체 {\displaystyle \mathbb {F} _{p}} 또는 (표수 0인 경우) 유리수체 {\displaystyle \mathbb {Q} }와 동형이다.
- {\displaystyle K_{\text{tr}}/K_{0}}는 순수 초월 확대이다. 즉, {\displaystyle K_{\text{tr}}}는 유리 함수체 {\displaystyle K_{0}(\{x_{i}\}_{i\in I})}와 동형이다. 이러한 초월 확대는 기수인 초월 차수 {\displaystyle |I|}로서 완전히 분류된다.
- {\displaystyle K/K_{\text{tr}}}는 대수적 확대이다. 즉, {\displaystyle K}는 대수적 폐포 {\displaystyle {\bar {K}}_{\text{tr}}}의 부분체이다. 이러한 대수적 확대는 일차적으로 차수 {\displaystyle \dim _{K_{\text{tr}}}K}로서 분류되나, 대수적 확대의 일반적인 분류는 모든 대수다양체의 (유리 함수체의) 분류와 동치이므로 일반적으로 불가능하다고 여겨진다.

특정한 종류의 체들은 완전히 분류가 가능하다. 예를 들어, 모든 유한체는 집합의 크기에 의하여 완전히 분류되고, 모든 대수적으로 닫힌 체는 표수와 초월 차수에 의하여 완전히 분류된다.

## 예
체의 예로는 다음이 있다.
- 유리수의 집합 {\displaystyle \mathbb {Q} }는 체이다.
- 실수의 집합 {\displaystyle \mathbb {R} }나 복소수의 집합 {\displaystyle \mathbb {C} } 역시 체이다.
- 대수적 수론에서는 대수적 수체들을 다룬다. 대수적 수체의 주요 예로는 이차 수체와 원분체가 있다.
- 대수기하학에서는 대수다양체 위의 유리 함수체를 다룬다.
- p진수체 {\displaystyle \mathbb {Q} _{p}}는 유리수체의 확대의 하나이다. 이는 비아르키메데스 체의 예이다.
- 초실수체 {\displaystyle {}^{*}\mathbb {R} }는 비표준 해석학에서 쓰이는 체이다. 이는 비아르키메데스 체의 예이다.
- 초현실수의 모임은 집합을 이루지 않으므로, 엄밀히 말해서는 체가 아니다. 그러나 이를 무시하면, 이는 "체"를 이루는 고유 모임이 된다. 아니면 그로텐디크 전체 따위를 사용하여 집합으로 만들 수 있다.
- 주어진 체 {\displaystyle K}에 대하여, 유리 함수체 {\displaystyle K(x)} 및 형식적 로랑 급수체 {\displaystyle K((x))} 및 퓌죄 급수체 {\displaystyle {\overline {K((x))}}} 역시 체를 이룬다.
- 정역 {\displaystyle R}가 주어졌을 때, {\displaystyle a/b\qquad (a,b\in R,\,b\neq 0)} 꼴의 비들은 분수체라는 체를 이룬다.
- 모든 소수 {\displaystyle p} 및 양의 정수 {\displaystyle k}에 대하여, 크기가 {\displaystyle p^{k}}인 체는 유일하게 존재하며, 이를 유한체 {\displaystyle \mathbb {F} _{p^{k}}}라고 쓴다. 이는 표수가 {\displaystyle p}인 체이다. {\displaystyle p^{k}}와 같은 꼴이 아닌 크기의 유한체는 존재하지 않는다.

다음은 체를 이루지 않는 환들이다.
- 사원수의 집합 {\displaystyle \mathbb {H} }는 나눗셈환이지만 가환환이 아니므로 체가 아니다.
- 자명환 {\displaystyle 0}은 모든 0이 아닌 원소가 가역원인 가환환이지만 {\displaystyle 0=1}이므로 나눗셈환이 아니며, 따라서 체가 아니다.

## 참고 문헌
- Roman, Steven M. (2006). 《Field theory》. Graduate Texts in Mathematics (영어) 158 2판. Springer. doi:10.1007/0-387-27678-5. ISBN 978-0-387-27677-9. ISSN 0072-5285. Zbl 1172.12001.
- Dummit, David S.; Richard M. Foote (2004). 《Abstract algebra》 (영어) 3판. Wiley. ISBN 978-0-471-43334-7. MR 2286236. OCLC 248917264. Zbl 1037.00003. [깨진 링크(과거 내용 찾기)]
- Lang, Serge (2002). 《Algebra》. Graduate Texts in Mathematics (영어) 211 3판. Springer. doi:10.1007/978-1-4613-0041-0. ISBN 978-1-4612-6551-1. ISSN 0072-5285. MR 1878556. Zbl 0984.00001.

## 같이 보기
- 나눗셈환
- 대수적 수체
- 위상체
- 체의 확대
- 대수적으로 닫힌 체
- 아르키메데스 성질
- 체의 표수